# Gouvernement Filali III
Pour les articles homonymes, voir Gouvernement Filali.
Monarchie constitutionnelle
Filali II  el-Youssoufi I
Le gouvernement Filali III est le 24e gouvernement du Maroc depuis son indépendance en 1955, il est formé le 13 août 1997 et remplacé le 14 mars 1998 par le gouvernement de l'alternance el-Youssoufi I.

## Formation
Le 13 août 1997, le gouvernement Filali II est dissous et est remplacé par un nouveau gouvernement comportant 28 portefeuilles.

## Composition
| Présidence du Gouvernement |                            |
| Premier ministre et ministre des Affaires étrangères                                                                               | Abdellatif Filali          |
| Ministres |                            |
| Ministre d'État | Moulay Ahmed Alaoui        |
| Ministre d'État à l'Intérieur | Driss Basri                |
| Ministre de la justice | Omar Azziman               |
| Ministre des Finances, du Commerce, de l'Industrie et de l'Artisanat                                                               | Driss Jettou               |
| Ministre de l'Agriculture, de l'Équipement et de l'Environnement                                                                   | Abdelaziz Meziane Belfkih  |
| Ministre des Habous et des Affaires islamiques                                                                                     | Abdelkebir M'Daghri Alaoui |
| Ministre de l'Habitat, de l'Emploi et de la Formation professionnelle                                                              | Mourad Cherif              |
| Ministre de la Pêche maritime, des Affaires administratives et des Relations avec le Parlement                                     | El Mostapha Sahel          |
| Ministre de la Communication, porte-parole du gouvernement                                                                         | Driss Alaoui M'Daghri      |
| Ministre des Affaires sociales, de la Santé, de la Jeunesse et des Sports et de l'Entraide nationale                               | Abdellatif Guerraoui       |
| Secrétaire général du gouvernement                                                                                                 | Abdessadek Rabii           |
| Ministre des Télécommunications | Abdeslam Ahizoune          |
| Ministre de l'Enseignement supérieur, de la Recherche Scientifique et de la Culture                                                | Driss Khalil               |
| Ministre de l'Éducation nationale                                                                                                  | Rachid Belmokhtar          |
| Ministre des Transports, de la Marine marchande, du Tourisme, de l'Énergie et des Mines                                            | Driss Benhima              |
| Ministre délégué auprès du Premier ministre, chargé de l'Administration de la Défense nationale                                    | Abderrahman Sbaï           |
| Secrétaire d'État aux Affaires étrangères et à la Coopération                                                                      | Taïeb Fassi-Fihri          |
| Secrétaire d'État auprès du ministre de l'Enseignement supérieur et de la Recherche scientifique, chargée de la Culture            | Aziza Bennani              |
| Secrétaire d'État auprès du ministre des Finances                                                                                  | Abdelfettah Benmansour     |
| Secrétaire d'État auprès du ministre des Finances, chargé du Commerce, de l'Industrie et de l'Artisanat                            | Abderrazak Mossadek        |
| Secrétaire d'État auprès du ministre de l'Agriculture, de l'Équipement et de l'Environnement, chargé de la Mise en valeur agricole | Abdeladim El Hafi          |
| Secrétaire d'État auprès du ministre de l'Agriculture, de l'Équipement et de l'Environnement, chargé de l'Environnement            | Houssein Tijani            |
| Secrétaire d'État auprès du ministre de l'Énergie et des Mines, chargée du Développement du secteur minier                         | Amina Benkhadra            |
| Secrétaire d'État auprès du ministre des Affaires sociales, chargé de la Santé                                                     | Fouad Hammadi              |
| Secrétaire d'État auprès du ministre des Affaires sociales, chargée de l'Entraide nationale                                        | Zoulikha Nasri             |
| Secrétaire d'État auprès du ministre des Affaires sociales, chargée de la Jeunesse et des Sports                                   | Nawal El Moutawakel        |
| Ministre délégué auprès du Premier ministre chargé des Droits de l'Homme                                                           | Mohamed Ziane              |